# Regeringen Jens Otto Krag III
Regeringen Jens Otto Krag III var Danmarks regering 11. oktober 1971 – 5. oktober 1972.
Ingen ændringer.
Den bestod af følgende ministre fra Socialdemokratiet:
- Statsminister: J.O. Krag
- Udenrigsminister: K.B. Andersen
- Finansminister: Henry Grünbaum
- Økonomi- og budgetminister: Per Hækkerup
- Arbejdsminister: Erling Dinesen
- Justitsminister: K. Axel Nielsen
- Fiskeriminister: Chr. Thomsen
- Minister for udenrigsøkonomi, europæiske markedsanliggender samt nordiske anliggender: Ivar Nørgaard
- Boligminister: Helge Nielsen
- Indenrigsminister: Egon Jensen
- Minister for kulturelle anliggender: Niels Matthiasen
- Minister for Grønland: Knud Hertling
- Forsvarsminister: Kjeld Olesen
- Minister for offentlige arbejder og for forureningsbekæmpelse: Jens Kampmann
- Socialminister: Eva Gredal
- Undervisningsminister: Knud Heinesen
- Landbrugsminister: Ib Frederiksen
- Kirkeminister: Dorte Bennedsen
- Handelsminister (minister for handel, håndværk, industri og søfart): Erling Jensen